# 人权律师
人权律师狭义指從事人权法（包括国际法及国內法）的專業人权捍卫者，以保障人免受如酷刑和其他形式虐待，為眾多人权捍卫者專業司法及執法人員種類中的一項，亦有广义观点指出，因为律师基本原则是要保护人权，所以「法治国家的律师全是人权律师」。